# USSSA 스페이스 코스트 콤플렉스
USSSA 스페이스 코스트 콤플렉스(USSSA Space Coast Complex)은 미국 플로리다주 비에라에 위치한 야구장이다. MLB 워싱턴 내셔널스의 스프링 트레이닝 장소이며, 과거 플로리다 말린스, 몬트리올 엑스포스의 스프링 트레이닝 장소였다.